# Fritz Brandt (Maler)

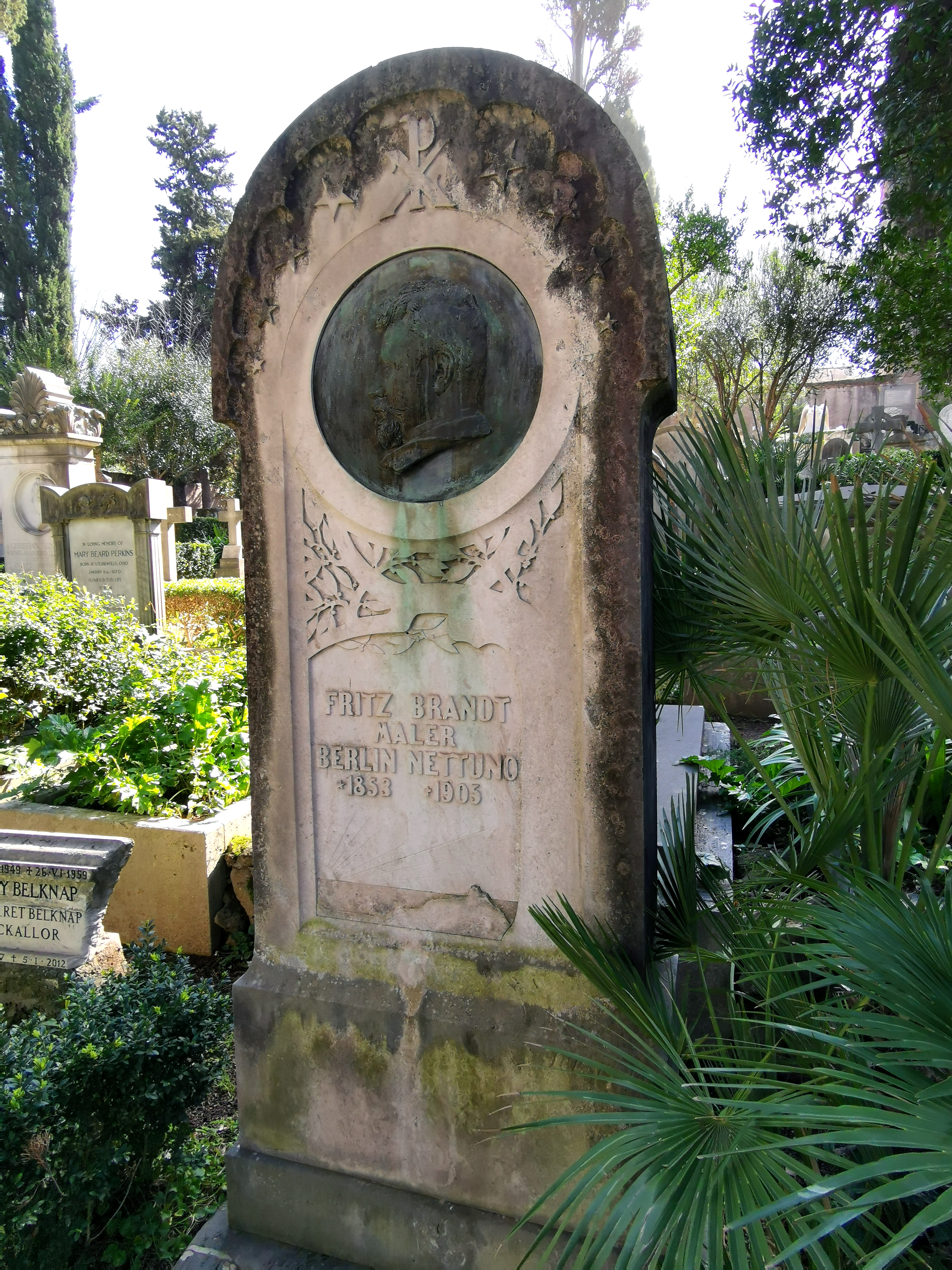
Grab auf dem Nichtkatholischen (Protestantischen) Friedhof Rom

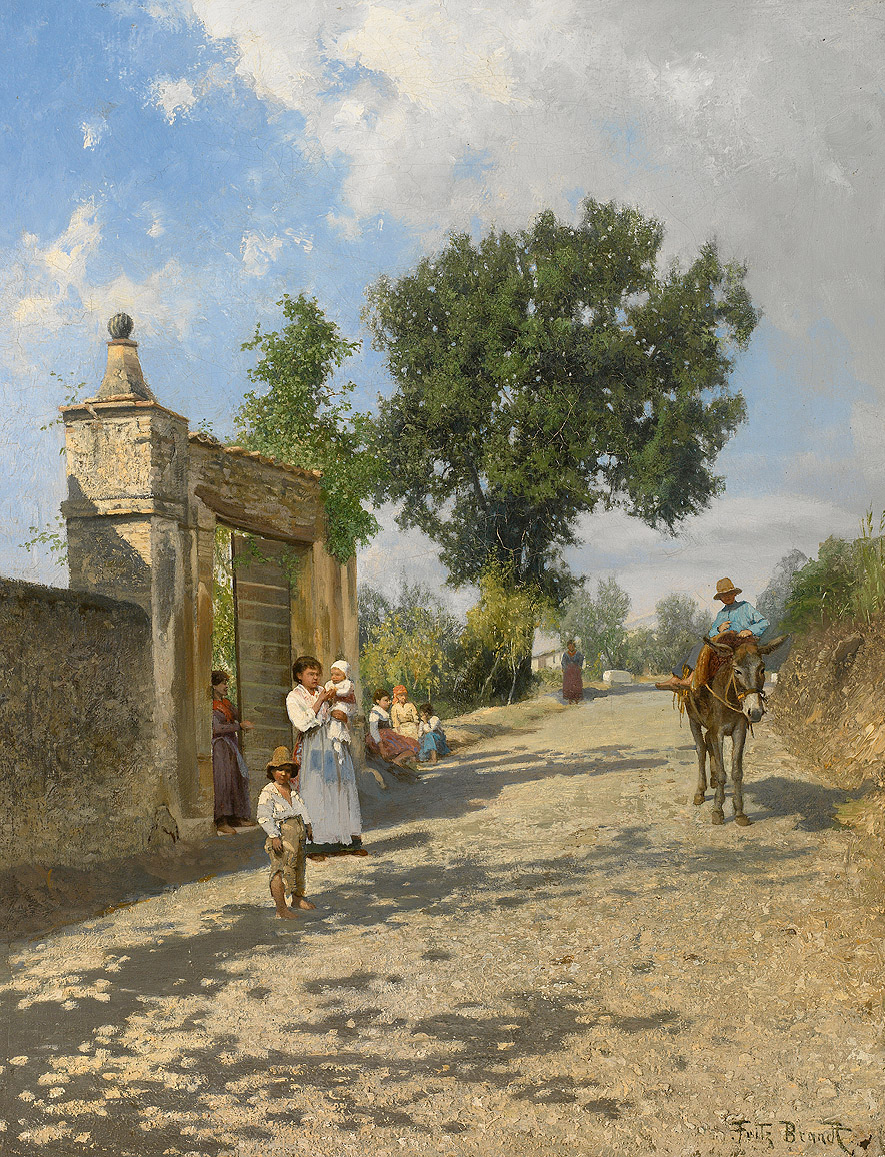
Fritz Brandt: Straße in der Campania

Fritz Brandt (* 1853 in Berlin; † 13. Juni 1905 in Nettuno bei Rom) war ein deutscher Landschaftsmaler.

## Leben
Fritz Brandt studierte Malerei an der Berliner Kunstakademie bei Hans Fredrik Gude (1825–1903). Seit 1883 nahm er an Kunstausstellungen teil. Ab 1889 war er in Rom tätig. Brandt war ordentliches Mitglied des Deutschen Künstlerbundes. Er malte hauptsächlich italienische Landschaften und Veduten.
Brandt wurde auf dem Protestantischen Friedhof in Rom beerdigt.

## Prominenter Verkauf
Eine Aquarellstudie aus 1892 war Gegenstand bei Bares für Rares Lieblingsstücke. Sie zeigt die Ziegelei von Casa Miniola, Landschaft in Nettuno, die Brandt als Vorbild für mehrere Ölgemälde (dann mit Personen) angefertigt hatte. Die Expertise von Friederike Werner wurde deutlich überboten.